# Camarles
Camarles ist eine Gemeinde im Süden Kataloniens mit 3.392 Einwohnern (Stand: 2024) und liegt in der Provinz Tarragona und der Comarca Baix Camp. 
1978 wurde die Gemeinde aus der Nachbarkommune Tortosa herausgelöst und eigenständig.

## Lage
Camarles liegt etwa 45 Kilometer südwestlich von Tarragona in einer Höhe von ca. 15 m im Delta des Ebro. Durch die Gemeinde führt die Autopista AP-7. 

## Bevölkerungsentwicklung
| Jahr      | 1981 | 1991 | 2001 | 2011 | 2021 |
| Einwohner | 2821 | 2868 | 2937 | 3600 | 3220 |

## Sehenswürdigkeiten
- Reste der Burganlage aus dem 12. Jahrhundert (Torre de Camarles)
- Jakobuskirche (Eglesia de Sant Jaume)

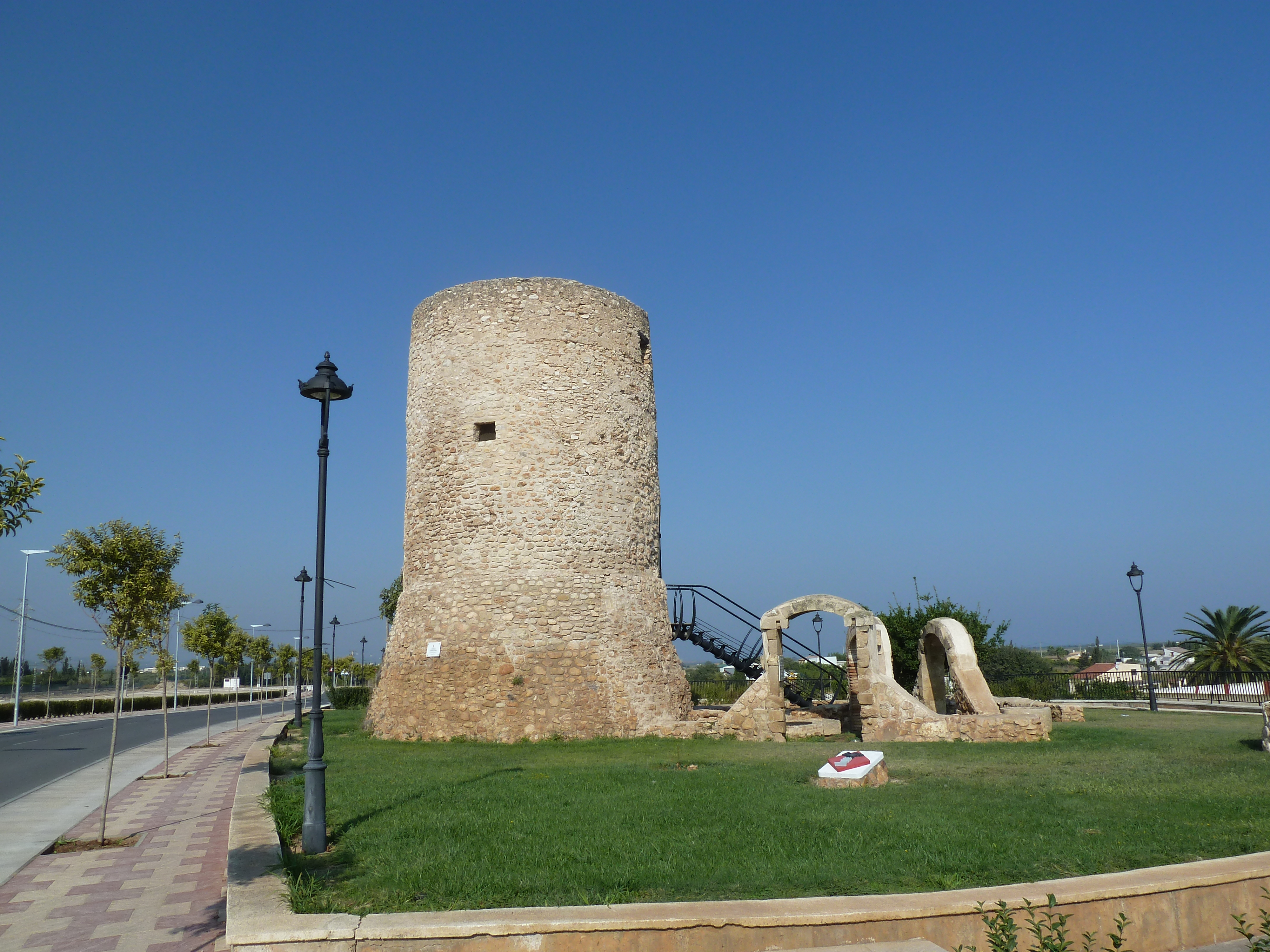
Reste der Burganlage
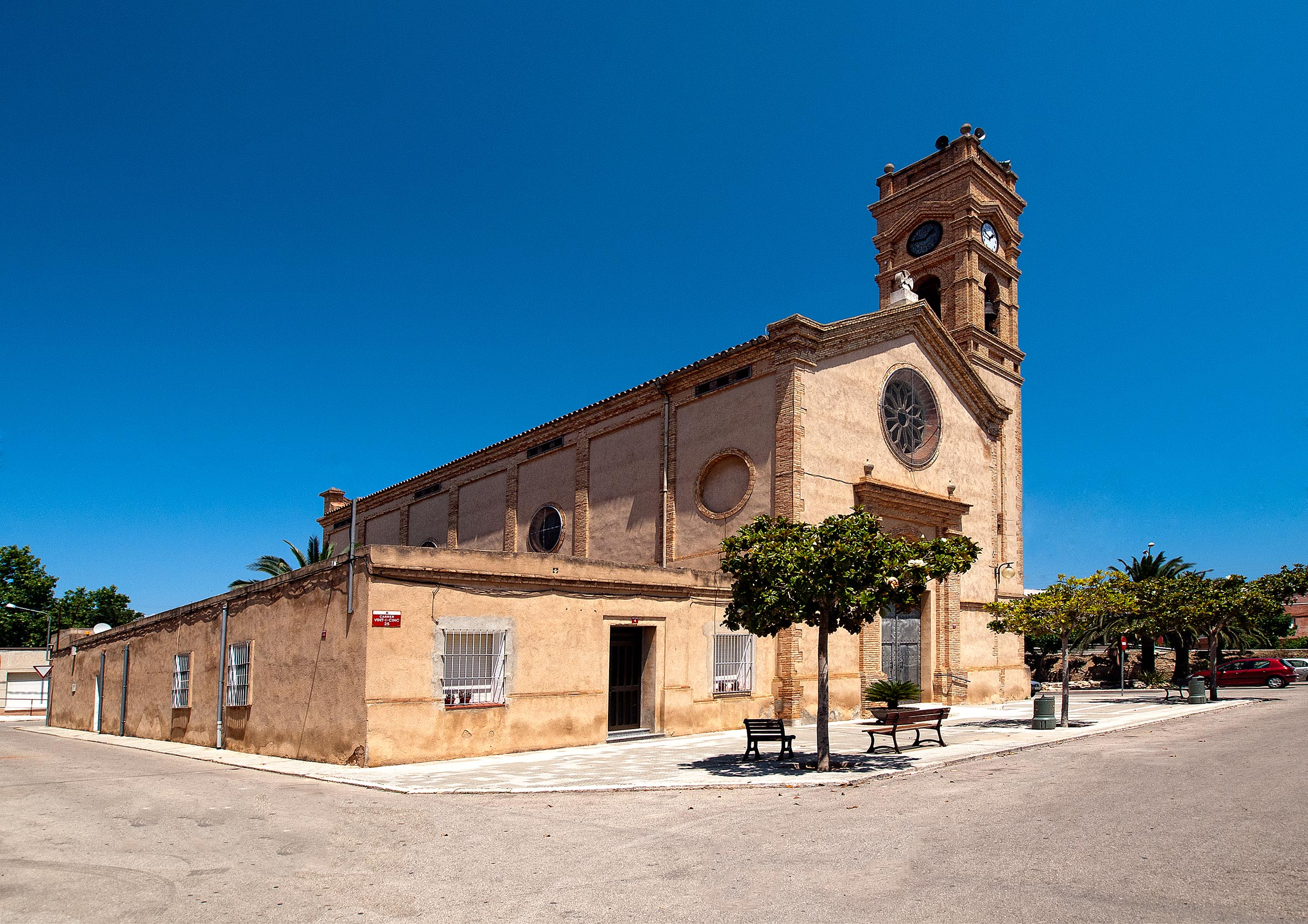
Jakobuskirche

## Persönlichkeiten
- Carol Rovira (* 1989), Schauspielerin